# Albrecht Schuch
Albrecht Abraham Schuch (Jena, 21 agosto 1985) è un attore tedesco.

## Biografia
Albrecht Schuch ha studiato recitazione all'Università della musica e del teatro di Lipsia. Ha esordito sul grande schermo nel film Westwind di Robert Thalheim. Nel 2012 ottiene il suo primo ruolo da protagonista interpretando Alexander von Humboldt nel film Die Vermessung der Welt di Detlev Buck, basato sull'omonimo romanzo di Daniel Kehlmann. È l'unico attore ad aver vinto ai Deutscher Filmpreis in due categorie come miglior attore e miglior attore non protagonista nella stessa cerimonia di premiazione; nel 2020 ha vinto entrambi i premi per i film Systemsprenger e Berlin Alexanderplatz. Due anni dopo ha vinto nuovamente come miglior attore per il film Lieber Thomas.

## Filmografia parziale

### Cinema
- Westwind, regia di Robert Thalheim (2011)
- Die Vermessung der Welt, regia di Detlev Buck (2012)
- Paula, regia di Christian Schwochow (2016)
- Systemsprenger, regia di Nora Fingscheidt (2019)
- Berlin Alexanderplatz, regia di Burhan Qurbani (2020)
- Fabian oder Der Gang vor die Hunde, regia di Dominik Graf (2021)
- Lieber Thomas, regia di Andreas Kleinert (2021)
- Il re degli scacchi (Schachnovelle), regia di Philipp Stölzl (2021)
- Niente di nuovo sul fronte occidentale (Im Westen nichts Neues), regia di Edward Berger (2022)
- Die stillen Trabanten, regia di Thomas Stuber (2022)

### Televisione
- Tatort – serie TV, 3 episodi (2009-2015)
- Polizeiruf 110 – serie TV, episodio 39x01 (2010)
- Il commissario Köster (Der Alte) – serie TV, episodio 35x01 (2010)
- Bad Banks – serie TV, 12 episodi (2018-2020)

## Doppiatori italiani
Nelle versioni in italiano delle opere in cui ha recitato, Albrecht Schuch è stato doppiato da:
- Andrea Lavagnino in Niente di nuovo sul fronte occidentale